# Alexis de Castillon
Œuvres principales
- Quatuor avec piano op. 7 (1869)
* Concerto pour piano op. 12 (1871)
* Esquisses symphoniques op. 15 (1872)

Alexis (le s final se prononce) de Castillon est un compositeur français, de son nom complet Marie-Alexis de Castillon de Saint-Victor, né à Chartres (Eure-et-Loir) au 19 rue des Lisses, le 13 décembre 1838, mort à Paris le 5 mars 1873 et inhumé à Saint-Bomer (Eure-et-Loir).

## Biographie
Fils de Pierre Guillaume Félix de Castillon, vicomte de Saint-Victor et de Marie Victorine Anastasie Texier de Montainville, issu d'une vieille famille de la noblesse languedocienne, initialement destiné par ses parents à une carrière militaire, Alexis de Castillon y renonce en faveur de la musique, à laquelle il se forme dans sa ville natale puis à Paris, apprenant le piano et la composition. Dans ce second registre, il suit, de manière privée, l'enseignement de Victor Massé puis en 1869, celui de César Franck. Son opus un (op. 1) est un quintette avec piano — marqué par l'œuvre analogue op. 44 de Robert Schumann —, achevé en 1864, publié l'année suivante, mais seulement créé intégralement en 1870 (il renie des œuvres antérieures, sans numéro d'opus, dont une symphonie d'étude en fa de 1865).
De santé fragile (engagé durant la Guerre de 1870, il tombe malade et sera démobilisé en 1871), Castillon meurt des suites d'un refroidissement en 1873, avant ses 35 ans. Son corps a été inhumé au cimetière de Saint-Bomer (Eure-et-Loir). Il aura néanmoins eu le temps de composer plusieurs œuvres romantiques intéressantes, influencées notamment par Robert Schumann, dont des pièces pour piano, de la musique de chambre, des mélodies, un concerto pour piano, des Esquisses symphoniques pour orchestre. Il participe également à la vie musicale parisienne, en particulier à la création en 1871 de la Société Nationale de Musique, dont il sera le premier secrétaire.

## Œuvres (sélection)

### Pièces pour piano
- Première suite op. 5
- Cinq pièces dans le style ancien op. 9 (1871)
- Deuxième suite op. 10
- Six valses humoristiques op. 11
- Pensées fugitives (Aveu, Minuetto, Au bois, Carillon, Compliment, Première Mazurka, Causerie, Fanfare, Scherzo Valse, Regrets, Deuxième Mazurka, Toccata, Marche des Fiancés, Au revoir Feu Follet, Bayadère, Chanson du Cavalier,  Extase, Colombine, Les Dragons, Scherzettino,  Appel du Soir, Troisième Mazurka, Aubade)

### Musique de chambre
- Quintette avec piano op. 1 (1864)
- Quatuor à cordes en la mineur op. 3
- Trio no 1 avec piano op. 4
- Sonate pour violon et piano op. 6
- Quatuor avec piano en sol mineur op. 7 (1869)
- Trio no 2 avec piano (sans n° d'op.).

### Œuvres avec orchestre
- Concerto pour piano et orchestre en ré majeur op. 12 (1871)
- Esquisses symphoniques op. 15 (1872)
- Paraphrase du Psaume 84 pour soli, chœurs et orchestre op. 17.

### Mélodies
Six poèmes d'Armand Sylvestre pour voix et piano op. 8.